# Keep Running
Keep Running (Chino: 奔跑吧), es un espectáculo de variedades de China transmitido desde el 10 de octubre de 2014 hasta ahora a través de ZRTG: Zhejiang Television. La serie es un spin-off del popular programa original de variedades de Corea del Sur Running Man de la SBS.
Este año el 21 de abril de 2023 sacaron la undécima temporada con 12 capítulos en las que participan Li Chen, Cai XuKun, Angelababy, Bai Lu, Sha Yi, Zheng Kai (Conocido también como Ryen) y Zhou  Shen. 

## Miembros
El elenco original de Hurry Up, Brother estuvo conformado por el actor y comediante Deng Chao, por los actores chinos Li Chen (también conocido como Jerry), Chen He (también conocido como Michael Chen), Zheng Kai (también conocido como Ryan Zheng), Wong Cho-Lam (también conocido como Wang Zulan), Wang Baoqiang, y la actriz y modelo Angelababy. Durante la segunda el actor Bao Bei'er se unió al elenco, sin embargo dejó la serie al finalizar la temporada. Durante la tercera temporada el cantante Lu Han se unió, mientras que en la quinta temporada se unió la actriz Dilraba Dilmurat. Al finalizar la cuarta temporada la actriz Angelababy tuvo que dejar el programa debido a su embarazo, sin embargo regresó durante el octavo episodio de la quinta temporada.

### Miembros Actuales
| Artista       | Apodos                                                     | Canción                                                                                           | Temporadas                      |
| ------------- | ---------------------------------------------------------- | ------------------------------------------------------------------------------------------------- | ------------------------------- |
| Li Chen       | Big Black Bull (大黑牛) Music Black Hole (音乐黑洞)        | "The Imperial March" de John Williams                                                             | 1 – presente (principal)        |
| Zheng Kai     | Romantic Prince (护花使者) Leopard (小猎豹) KaiKai         | "I Believe I Can Fly" de R. Kelly                                                                 | 1 – presente (principal)        |
| Angelababy    | Scream Goddess (高音女王) East BB Off-key Queen (跑调女王) | "Baby" de Justin Bieber "Can't Take My Eyes Off You" de Frankie Valli "Fantastic Baby" de BIGBANG | 1 - 4, 5 - presente (principal) |
| Song Yuqi     | Fitness Queen (体力王者) Brother Yuqi (雨琦弟弟)           | "Just the Way You Are" de Bruno Mars "Latata" de (G)I-DLE                                         | 7, 9 - presente (principal)     |
| Sha Yi (沙溢) |                                                            | -                                                                                                 | 8 - presente (principal)        |
| Bai Lu        |                                                            | -                                                                                                 | 10 - presente (principal)       |
| Lin Yi        |                                                            | -                                                                                                 | 10 - presente (principal)       |

### Antiguos miembros
Después de finalizar la primera temporada Wang Baoqiang decidió dejar el programa para concentrarse en su carrera como actor, sin embargo para el décimo episodio de la tercera temporada apareció como invitado. Después unirse al elenco de la segunda temporada del programa para ocupar el espació dejado por Wang Baoqiang, Bao Bei'er tuvo que dejarlo al finalizar la segunda temporada después de obtener un papel en la serie "Journey to the West II". 
En febrero del 2018 Dilraba anunció que no podía formar parte de la sexta temporada debido a que la filmación chocaba con proyectos previos.
En febrero del 2019 se anunció que cuatro miembros del elenco principal no regresarían para la séptima temporada, entre los que se encuentran: Deng Chao, Chen He y Luhan debido a conflictos con horarios de trabajo, mientras que Wang Zulan dejó el programa para enfocarse en su familia, luego de darle la bienvenida a su primera hija.
| Artista          | Apodos                                                                                             | Canción | Episodios | Temporadas                                     |
| ---------------- | -------------------------------------------------------------------------------------------------- | --- | --------- | ---------------------------------------------- |
| Deng Chao        | Captain Superman Father                                                                            | "La Song" de Rain                                                                                                | -         | 1 – 6 (principal)                              |
| Chen He          | Genius Pig                                                                                         | "I Got You (I Feel Good)" de James Brown                                                                         | -         | 1 – 6 (principal)                              |
| Wang Zulan       | Grab-Chanc King                                                                                    | "In the Sentimental Past" de Leslie Cheung                                                                       | -         | 1 – 6 (principal)                              |
| Lu Han           | Little Deer Little Lu Son (por Deng) Lu Silly Roe Deer Xiao Lu                                     | "That Good Good" de Luhan "Football Gang" de Luhan "Medals" de Luhan "Who's Gonna Catch Me When I Fall" de Luhan | -         | 3 – 6 (principal)                              |
| Dilraba Dilmurat | Little Di Di Reba Xiao Di Captain Tuo                                                              | "Your Song" de Luhan "Hangover" de Taio Cruz                                                                     | 13        | 5 (principal)                                  |
| Zhu Yawen        | Lady Killer (师奶杀手) Husky (哈士奇)                                                              | "Stupid Cupid" de Connie Francis                                                                                 |           | 7 (principal) 5.11 (invitado)                  |
| Wang Yanlin      | King of Garbage (垃圾王中王)                                                                       | "天堂" de Tengger "Oynasun" de Shahrizoda                                                                        |           | 7 (principal)                                  |
| Lucas Wong       | Jumping Youngster (跳跳少年) Monkey Xi (猴嘻嘻) Brother Chicken (鸡哥) Nine Piece Chicken (九条鸡) | "Regular" de WayV/NCT 127 "Beat It" de Michael Jackson                                                           | -         | 7, 9 (principal)                               |
| Cai Xukun        | | - | -         | 8 - 9 (principal)                              |
| Wang Baoqiang    | Shaolin Baoqiang Chinese Key Master                                                                | "Tall in the Saddle" de George Lam                                                                               | 16        | 1 (como elenco principal) 3x10 (como invitado) |
| Bao Bei'er       | The Bald Little Bald Donkey                                                                        | - | 15        | 2 (como elenco principal)                      |
| Guo Qilin        | | - | -         | 8 (principal)                                  |

### Artistas invitados
Para ver la lista completa de invitados del programa ir a Elenco de Hurry Up, Brother.
| Nombre                 | Ocupación                     | N.º de Episodios    | Episodios donde apareció                                       |
| ---------------------- | ----------------------------- | ------------------- | -------------------------------------------------------------- |
| Shawn Dou              | Actor                         | 1, 11 (Temporada)   | Ep.1 (1 Temporada) - Ep.11 (11 Temporada)                      |
| Li Qin                 | Actriz                        | 5, 8, 9 (Temporada) | Ep.3-4 (5 Temporada) - Ep.6 (8 Temporada) - Ep.8 (9 Temporada) |
| Zhao Liying            | Actriz                        | 1 (Temporada)       | Ep.12                                                          |
| Lin Gengxin            | Actriz                        | 1,2,4 (Temporada)   | Ep.3-6 (1 Temporada) - Ep.4 (2 Temporada) - Ep.3 (4 Temporada) |
| Gulnazar               | Actriz                        | 1 (Temporada)       | Ep.2                                                           |
| Leon Zhang             | Actor                         | 6 (Temporada)       | Ep.8                                                           |
| Tiffany Tang           | Actriz                        | 2 (Temporada)       | Ep.11                                                          |
| Xu Kai                 | Actor                         | -                   | -                                                              |
| Zhang Zhehan           | Actor                         | -                   | -                                                              |
| Jackson                | Cantante / Miembro de GOT7    | 4                   | 5.06                                                           |
| Winwin                 | Cantante                      | -                   | -                                                              |
| Li Chun                | Actriz                        | -                   | -                                                              |
| He Hongshan            | Actriz                        | -                   | -                                                              |
| Guo Qilin              | Actor                         | -                   | -                                                              |
| Vin Zhang              | Actor                         | -                   | -                                                              |
| Angela Chang           | Cantante                      | -                   | -                                                              |
| Zhou Ye                | Actriz                        | -                   | -                                                              |
| Meng Jia               | Cantante                      | -                   | -                                                              |
| Li Yitong              | Actriz                        | -                   | -                                                              |
| Mao Xiaotong           | Actriz                        | -                   | -                                                              |
| Cheng Yi               | Actor                         | -                   | -                                                              |
| Lai Kuanlin            | Cantante                      | -                   | -                                                              |
| Silence Wong           | Cantautor                     | -                   | -                                                              |
| Zhang Jike             | Atleta                        | -                   | -                                                              |
| Yan Xujia              | Cantante                      | -                   | -                                                              |
| Kyulkyung              | Cantante                      | -                   | -                                                              |
| Bai Lu                 | Actriz                        | -                   | -                                                              |
| Cheng Xiao             | Actriz / Cantante             | -                   | -                                                              |
| Hans Zhang             | Actor                         | -                   | -                                                              |
| Zhang Tian'ai          | Actriz                        | -                   | -                                                              |
| Sui He                 | Modelo                        | -                   | -                                                              |
| Song Yanfei            | Actriz                        | -                   | -                                                              |
| Yang Di                | Comediante                    | -                   | -                                                              |
| Justin Huang           | Cantante                      | -                   | -                                                              |
| Guan Xiaotong          | Actriz                        | -                   | -                                                              |
| Hu Ke                  | Actriz                        | 1                   | 8.03                                                           |
| Elvis Han              | Actor                         | 1                   | 5.12                                                           |
| Ren Jialun             | Actor                         | 1                   | 5.10                                                           |
| Lin Gengxin            | Actor                         | 5                   | 1.03-1.05, 2.04, 4.03                                          |
| Kim Jong-kook          | Cantante                      | 4                   | 1.01, 1.05, Película, 4.05                                     |
| Hu Haiquan             | Músico                        | 4                   | 1.06-1.07, 1.14, 1/SP (especial)                               |
| "Eleven" Yi Yi         | -                             | 4                   | 1.06-1.07, 1/SP (especial), Película                           |
| Blackie Chen           | Actor                         | 3                   | 1.12, 4.01, 4.12                                               |
| Ou Han-Sheng           | Cantante                      | 3                   | 1-03-1-04, 2.03                                                |
| Ella Chen              | Cantante                      | 3                   | 3.06-3.07, 4.03                                                |
| Lynn Hung/Xiong Dailin | Actriz                        | 3                   | 1.09, Película, 3.11                                           |
| Sie Yi-lin             | Actriz                        | 3                   | 1.02, 1.09, Película                                           |
| JJ Lin                 | Cantante                      | 3                   | 1.11, 1/SP (especial), 5.02                                    |
| Guo Jingfei            | Actor                         | 3                   | 1.10, Película, 5.09                                           |
| Song Ji-hyo            | Actriz                        | 2                   | 1.05, 4.05                                                     |
| Ha-ha                  | Comediante / Cantante         | 2                   | 1.05, 4.05                                                     |
| Lee Kwang-soo          | Animador / Actor              | 2                   | 1.05, 4.05                                                     |
| Gary                   | Rapero                        | 2                   | 1.05, 4.05                                                     |
| Yoo Jae-suk            | Comediante / Presentador      | 2                   | 1.05, 4.05                                                     |
| Ji Suk-jin             | Comediante / Presentador      | 2                   | 1.05, 4.05                                                     |
| Feng Shaofeng          | Actor                         | 2                   | 3.06-3.07                                                      |
| He Sui                 | Modelo                        | 2                   | 3.11, 4.02                                                     |
| Song Jia               | Actriz                        | 2                   | 2.03, 3.02                                                     |
| Bai Baihe              | Actriz                        | 2                   | 1.14, 2.10                                                     |
| Chen Yufan             | Cantante                      | 2                   | 1.14, 1/SP (especial)                                          |
| Fan Chengcheng         | Cantante / Actor              | 2                   | 6.7, 6.11                                                      |
| G-Dragon               | Cantante / Miembro de BIGBANG | 1                   | 1/SP (episodio especial)                                       |
| Song Joong-ki          | Actor                         | 1                   | 4.07                                                           |
| Rain                   | Cantante                      | 1                   | 4.06                                                           |
| Janine Chang           | Actriz                        | -                   | 4:02                                                           |
| Huang Xiaoming         | Actor                         | 1                   | 2.02                                                           |
| Yuan Hong              | Actor                         | 1                   | 1.10                                                           |
| Sun Yang               | Nadador                       | 1                   | 1.12                                                           |
| Han Geng               | Cantante                      | 1                   | 2.01                                                           |
| Lay                    | Cantante / Miembro de EXO     | 1                   | 2.04                                                           |
| Aarif Lee              | Cantante                      | 1                   | 2.04                                                           |
| Jing Boran             | Actor                         | 1                   | 2.10                                                           |

## Episodios
La eliminación de nombre (en chino: "撕名牌"; en inglés: "Nametag Elimination"), es uno de los puntos culminantes de cada episodio y en ocasiones es el juego que dura más tiempo, también hay otros juegos realizados por el elenco y los invitados que contribuyen al resultado final, el equipo que gana la misión final es el que recibe el premio (el cual generalmente está relacionado al tema del episodio).

### Especiales
- Special Episode: 2015 Hurry Up, Brother Ceremony.
- Special Episode: 2016 Hurry Up, Brother Spring Festival Special.

## Premios y Nominaciones
| Año  | Categoría         | Premio         | Nominado          | Resultado |
| ---- | ----------------- | -------------- | ----------------- | --------- |
| 2015 | Best Reality Show | Magnolia Award | Hurry Up, Brother | Nominado  |

## Producción
"Hurry Up, Brother"', el cual es el spin-off del popular programa original de variedades de Corea del Sur "Running Man" ha resultado ser popular en China. El programa también es conocido como "Running Man China".
El programa es producido por Im Hyung-taek, el tema de apertura del programa es  "Super Hero" (también conocida como: 超级英雄) de Deng Chao.
Ha sido filmado en China, Corea del Sur, Islas Marianas del Norte, Austria, Australia, Macao y la República Checa.
Durante el quinto episodio de la cuarta temporada, el elenco del exitoso programa Running Man conformado por Song Ji-hyo, Kim Jong-kook, Ha-ha, Lee Kwang-soo, Gary, Yoo Jae-suk y Ji Suk-jin apareció.
La octava temporada del programa fue estrenada el 29 de mayo del 2020 y finalizó el 14 de agosto del mismo año.

### Película
En el 2015 se filmó una película china de comedia titulada "Running Man" dirigida por Hu Jia and Cen Junyi con los miembros del programa (Li Chen, Chen He, Zheng Kai, Wong Cho-Lam, Wang Baoqiang y Angelababy), también aparecieron las actrices chinas Sie Yi-Lin y Lynn Hung, el actor Guo Jingfei, Eleven y el cantante surcoreano Kim Jong-kook. El actor Deng Chao no pudo participar en el rodaje de la película debido a conflictos con la programación. La película fue estrenada el 30 de enero del mismo año.

## Eventos
| Fecha                    | Locación                                            | Evento                                                                 | Asistentes |
| ------------------------ | --------------------------------------------------- | ---------------------------------------------------------------------- | --- |
| 9 de noviembre de 2014   | Hangzhou, Zhejiang, China                           | "Hurry Up, Brothers" National Press Conference on Zhejiang TV          | Deng Chao, Angelababy, Li Chen, Chen He, Zheng Kai, Wang Baoqiang y Wang Zulan                                                                          |
| 31 de diciembre de 2014  | Guangzhou, Guangdong, China                         | "Hurry Up 2015" New Year's Eve Party on Zhejiang TV                    | Hurry Up, Brother Members: Deng Chao, Angelababy, Li Chen, Chen He, Zheng Kai, Wang Baoqiang y Wang Zulan Running Man Members: Song Ji-hyo y Ji Suk-jin |
| 9 de enero de 2015       | Centro de Exposiciones de Shanghái, Shanghái, China | "Lamando's Night"                                                      | Deng Chao, Angelababy, Li Chen, Chen He, Zheng Kai y Wang Zulan                                                                                         |
| 11 de abril de 2015      | Guangzhou, Guangdong, China                         | "Hurry Up, Brothers" Season 2 National Press Conference on Zhejiang TV | Deng Chao, Angelababy, Li Chen, Chen He, Zheng Kai, Bao Bei'er y Wang Zulan                                                                             |
| 30 de septiembre de 2015 | Shenzhen, Guangdong, China                          | "Running Man" Season 3 National Press Conference on Zhejiang TV        | Deng Chao, Angelababy, Li Chen, Chen He, Zheng Kai, Wang Zulan y Luhan                                                                                  |
| 31 de diciembre de 2015  | Shenzhen, Guangdong, China                          | "Running 2016" New Year's Eve Party on Zhejiang TV                     | Deng Chao, Angelababy, Li Chen, Chen He, Zheng Kai, Wang Zulan y Luhan                                                                                  |
| 31 de marzo de 2016      | Xiamen, Fujian, China                               | "Running Man" Season 4 National Press Conference on Zhejiang TV        | Deng Chao, Angelababy, Li Chen, Chen He, Zheng Kai, Wang Zulan y Luhan                                                                                  |
| 30 de diciembre de 2016  | Shenzhen, Guangzhou, China                          | "Running 2017" New Year's Eve Party on Zhejiang TV                     | Deng Chao, Angelababy, Li Chen, Chen He, Zheng Kai, Wang Zulan y Luhan                                                                                  |
| 10 de abril de 2017      | Yan'an, Shaanxi, China                              | "Running Man" Season 6 National Press Conference on Zhejiang TV        | Deng Chao, Dilraba Dilmurat, Li Chen, Chen He, Zheng Kai, Wang Zulan y Luhan                                                                            |
| 30 de diciembre de 2017  | Shenzhen, Guangzhou, China                          | "Running 2018" New Year's Eve Party on Zhejiang TV                     | Angelababy, Li Chen, Chen He, Zheng Kai, Wang Zulan y Dilraba Dilmurat                                                                                  |
| 30 de diciembre de 2018  | Shenzhen, Guangzhou, China                          | "Running 2019" New Year's Eve Party on Zhejiang TV                     | Deng Chao, Angelababy, Li Chen, Chen He, Zheng Kai, Wang Zulan y Luhan                                                                                  |